# Arnaldo Ferraguti
Arnaldo Ferraguti (Marrara, 17 aprile 1862 – Forlì, 4 dicembre 1925) è stato un pittore, incisore e illustratore italiano appartenente alla corrente verista, celebre in vita anche per le numerose incisioni con le quali illustra i libri dell'editore Treves. Spesso confuso con il quasi omonimo Adolfo Feragutti, pittore operante come lui a Milano fra Otto e Novecento.

## Biografia
Nato a Marrara nel ferrarese ma presto trasferitosi a Napoli con la famiglia, si avvia agli studi nel 1879 presso l'Accademia di Belle Arti di Napoli sotto la guida di Domenico Morelli, la cui influenza è evidente in Alhambra. Funerali di un emiro, opera d'esordio di Ferraguti all’esposizione della Società Promotrice di Napoli del 1880.
Nel 1883, partecipando all’Esposizione nazionale di Belle Arti di Roma, viene a contatto con il verista Francesco Paolo Michetti, che lo invita alla frequentazione del Cenacolo culturale di Francavilla al Mare, dove conosce personaggi di spicco dell'ambito culturale del tempo quali Gabriele D'Annunzio, Nicola D'Antino, Francesco Paolo Tosti, Edoardo Scarfoglio e la moglie Matilde Serao.
Attraverso Michetti, Ferraguti viene a contatto con gli editori Treves, con i quali avvia una proficua collaborazione come incisore e illustratore delle opere di noti scrittori come Edmondo de Amicis (Cuore e Sull'oceano), Emilio Salgari (I naufraghi del Poplador) e Giovanni Verga (Vita dei campi), oltre a creare numerose tavole per l'Illustrazione Italiana e a collaborare per la scenografia de La figlia di Jorio di Gabriele D'Annunzio.
Nel 1891 raggiunge l'interesse dell'opinione pubblica e della critica con l'imponente Alla vanga, esempio di dipinto politico-sociale che si aggiudica il Premio Fumagalli alla Triennale di Brera: nell'opera viene rappresentato un gruppo di braccianti laziali, fra i quali molti bambini, intenti al lavoro nei campi sotto lo sguardo del sorvegliante.

Il dipinto viene premiato all’Esposizione di Monaco di Baviera e all’Esposizione nazionale italiana di Palermo.
Con la moglie Olga Treves (1873–1945), nipote dei noti editori sposata nel 1891, si trasferisce in una villa a Pallanza, dove frequenta l'ambiente intellettuale che si ritrova sulle sponde del Lago Maggiore.
Tra il 1892 e il 1899 partecipa all’Esposizione italo-americana di Genova ed è presente a Berlino, Roma, Triennale di Brera, alle Promotrici di Genova e Torino, all'Esposizione internazionale di Stoccarda e alla Biennale di Venezia con Nebbia (1897), In città e Al mare (1899).
A causa di difficoltà economiche originate dal progressivo distacco dai Fratelli Treves, nei primi anni del nuovo secolo abbandona la pittura, divenendo imprenditore in campo chimico; una eccezione è un intenso ritratto di donna anziana, datato 1923. Brevetta un fissativo per pastelli e si dedica alla produzione industriale di una pergamena (Pergamoide) e di un cuoio artificiali (percuoio) da lui inventati.
In seguito viene nominato Direttore Generale della fabbrica Romanini di Forlì.
Muore improvvisamente a Forlì nel 1925 per aortite: è sepolto nel cimitero monumentale locale.

## Stile
Esponente di spicco del Verismo sociale, movimento definito Nuova Scuola del Vero da Luigi Chirtani.
Il repertorio di temi bucolici e popolari è originato dall'influenza di Francesco Paolo Michetti, che rimane per lui un punto costante di riferimento artistico.
Forte l'utilizzo del mezzo fotografico per la riproduzione di soggetti e ritratti, pratica che gli vale l'avversione di colleghi come Gaetano Previati.
L'opera di maggior successo è Alla vanga, soggetto tipicamente rurale realizzato sullo stile delle Spigolatrici di Jean-François Millet e che riprende l'analogo tema introdotto da Vanga e latte di Teofilo Patini, che conosce tramite la frequentazione del Cenacolo culturale di Francavilla al Mare.
Il dipinto testimonia il suo acceso interesse alla condizione del proletariato volto, in particolare, a portare all'attenzione dell'opinione pubblica le estreme condizioni della vita dei campi in un periodo storico che non prevede il divieto di lavoro minorile.
Verso l’inizio del nuovo secolo Ferraguti volge il suo interesse anche al genere della natura morta per soddisfare le numerose committenze richieste.

## Opere principali
- Povera Ninì (1887), olio su tela, collezione privata;
- Alla vanga (1890), olio su tela, Museo del Paesaggio, Verbania;[11]
- Mercato a Venezia (1892), pastello su carta, collezione privata;
- Idillio rusticano (1892), olio su tela, Galleria d'Arte Moderna di Milano;
- Ritorno dai campi o Paesanella (1892-1895), olio su tela, Museo del Paesaggio, Verbania;[12]
- La cavalleria rusticana o Il duello (1893-1894), pastello su carta, Museo Borgogna, Vercelli;[2]
- Le lavandaie sul lungolago di Pallanza (1897), olio su tela, Museo del Paesaggio, Verbania;[13]
- Nebbia (1897), olio su tela, collezione privata;
- Carnevale in piazza della Scala (1897), olio su tela, collezione privata;
- Ritratto di Giuseppe Barzaghi (1897), olio su tela, Raccolte d'arte dell'Ospedale Maggiore di Milano;[14]
- Natura morta di verdure (1899-1901), olio su tela, Galleria d'Arte Moderna di Milano;
- Natura morta (Lepre) (1899-1901), olio su tela, Galleria d'Arte Moderna di Milano;
- Gli emigranti (1905), tempera su carta, collezione privata;
- Bacio di mamma –Amor materno (non datata), olio su tela, Raccolte d'arte dell'Ospedale Maggiore di Milano.[15]